# Лияна
Лиляна Валентинова Попова, по-известна като Лияна, е българска попфолк певица.

## Биография
Лияна издава първия си албум „Пирински видения“, който включва изцяло народни песни. През есента на 2013 година участва в петия сезон на шоуто „VIP Brother 5“, където стига до финала. Неин първи братовчед е известният поп-фолк певец Константин.
През 2025 г. Лияна дебютира в игралното кино с роля във филма „Майната ти, любов“ на режисьора Исидор Карадимов. Във филма си партнира с Константин, Нели Рангелова, Красимир Гюлмезов и с популярни актьори.

## Дискография
- Пирински видения (1994)
- Каменно сърце (1998)
- Платинена жена (2000)
- Като вещица (2010)

## Филмография
- „Майната ти, любов“ (2025)

## Награди
2013 – Хит на годината за „Изневяра“
2019 – Най-гореща звезда